# Köln-Chorweiler (Stadtbezirk)
Chorweiler ist der nördlichste Stadtbezirk von Köln. Zum Stadtbezirk gehören die Stadtteile Blumenberg, Chorweiler, Esch/Auweiler, Fühlingen, Heimersdorf, Lindweiler, Merkenich (mit Rheinkassel, Langel und Kasselberg), Pesch, Roggendorf/Thenhoven, Seeberg, Volkhoven/Weiler und Worringen.

## Lage
Durch die Randlage – der eigentliche Stadtteil Chorweiler liegt ca. 14 Kilometer nördlich vom Kölner Stadtzentrum entfernt – ist der Stadtbezirk in Norden und Westen umgeben von Wald- und Ackerflächen und den Rheinwiesen, die den Bezirk östlich begrenzen. Der Stadtbezirk Chorweiler ist der einzige Kölner Außenstadtbezirk, der nicht an den Stadtbezirk Innenstadt angrenzt.

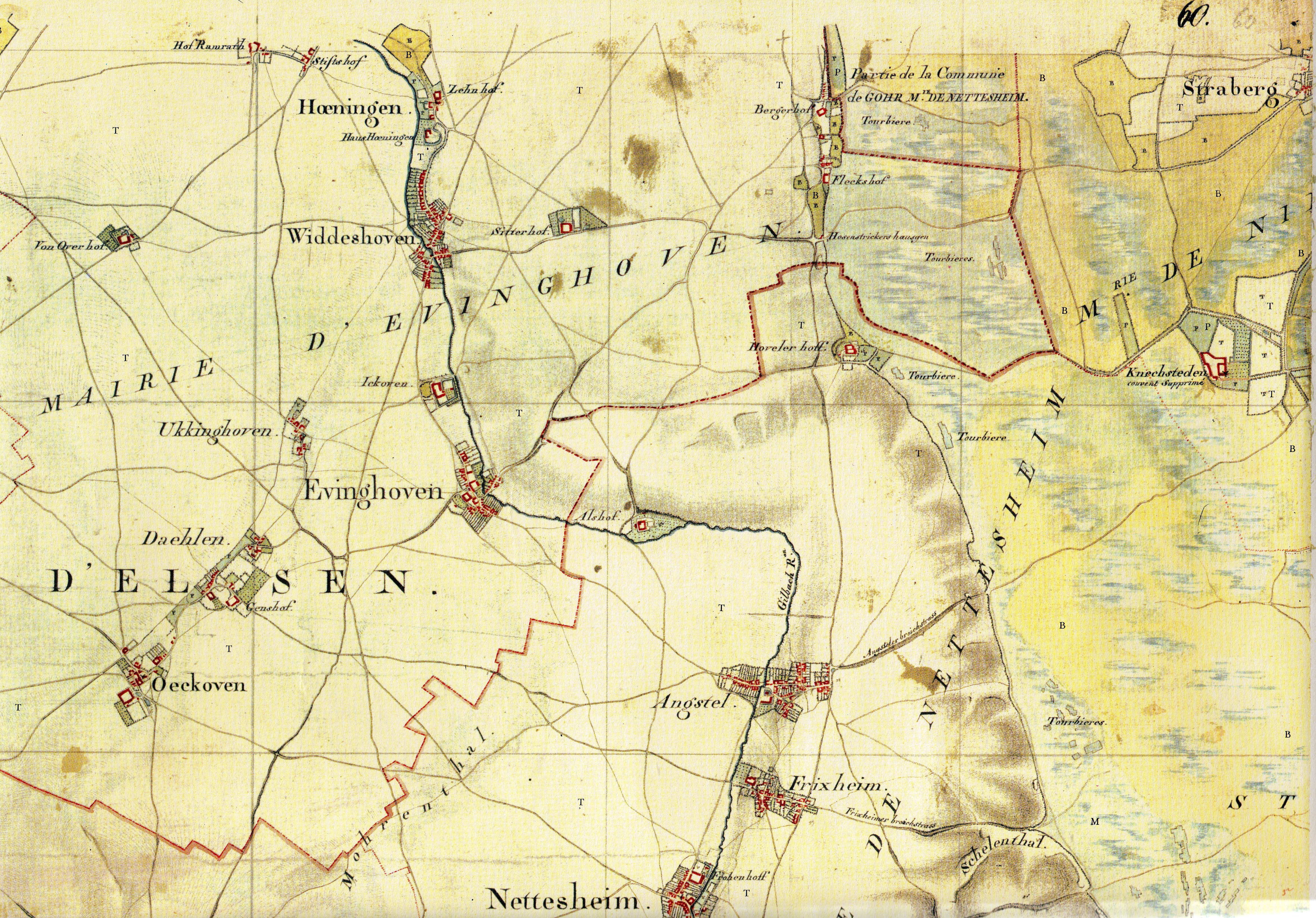
Tranchotkarte – Lage von Straberg-Gohr (August 1807)

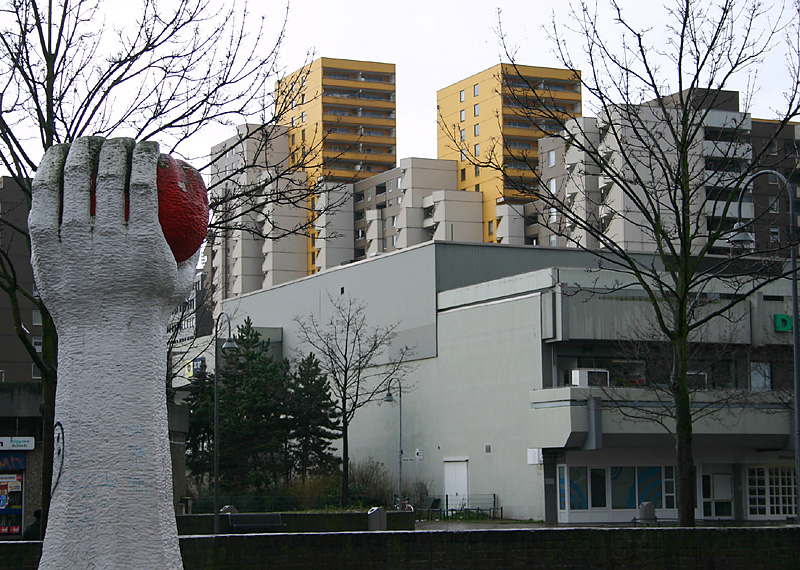
Hochhäuser im Stadtteil Chorweiler

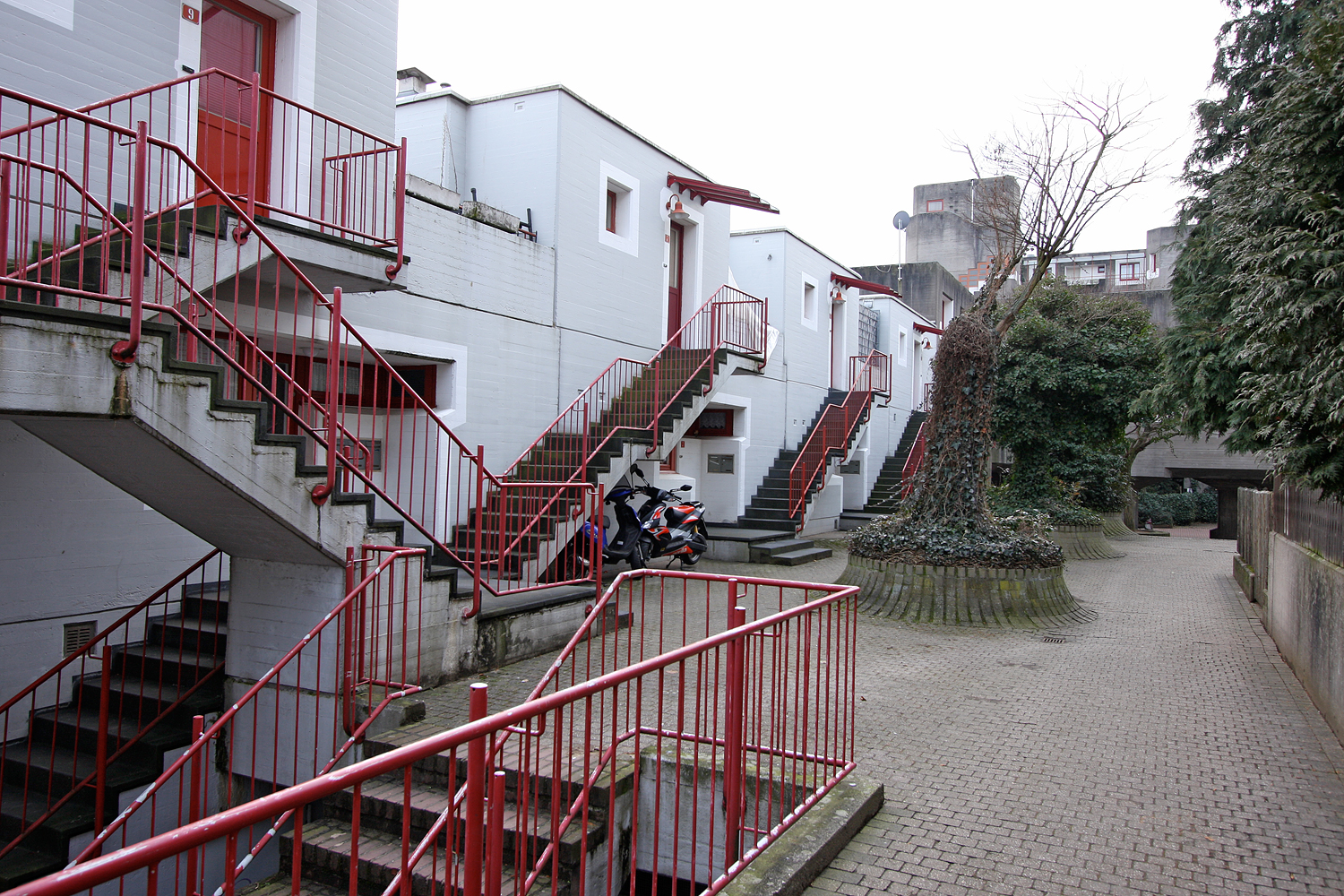
Teil des Wohnquartiers von Gottfried Böhm in Seeberg-Nord

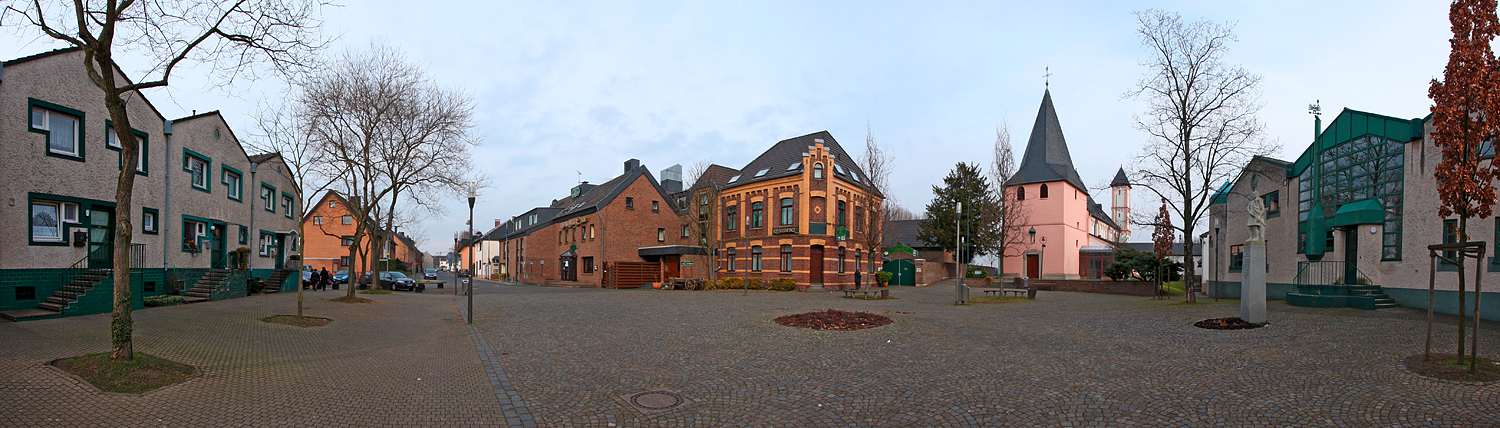
Dorfplatz in Rheinkassel

## Entstehungsgeschichte
Ausgrabungen im Jahr 1927 aus der Gegend wiesen nach, dass hier germanische Nachbestattungen eines Grabhügels aus der Mitte des ersten Jahrhunderts nach Christus stattgefunden haben, so dass hier auf menschliche Ansiedlungen geschlossen werden kann. Die damalige Landschaftsform setzte sich überwiegend aus Wald- und Sumpfgebiet im Chorbusch („Goirbusch“), Worringer Bruch und im Gohrer-Straberger Sumpf-Bruch („Gohrer Broich“, „Straberger Broich“) zusammen. Der Wortbestandteil „Broich“ in zahlreichen niederrheinischen Ortsnamen (etwa Grevenbroich) weist auch heute noch auf Bruchwald hin.

### Mittelalter
Seit dem Mittelalter besaß das Kölner Domkapitel den Chorbusch („Gohrbusch“) als Zubehör seiner Villikation Worringen. Berechtigt zu Holzeinschlag, Viehweide und Eckernmast waren im Chorbusch der Worringer Fronhof und die abhängigen Lehen, die in Worringen, Thenhoven, Roggendorf und Dormagen lagen. Bereits am 7. August 1532 gab es einen Vertrag zwischen Graf Wilhelm von Neuenahr und Moers und dem Kölner Erzbischof Hermann V. von Wied über die Waldnutzung des „Goirbuschs“. Das Domkapitel behielt sich 1602 seine Rechte am Chorbusch urkundlich vor, der mit dem Hackenbroicher Busch ein zusammenhängendes Waldgebiet bildete. Der große Bedarf an Holz wurde aus den domkapitularischen Waldungen Pescher Holz (heute: Volkhoven/Weiler) und Chorbusch gedeckt. Deswegen gab es seit Juni 1690 eine Holzordnung, mit der sich das Domkapitel ausdrücklich die vollständige Freiheit im Holzverbrauch vorbehielt und so imstande war, 1743/1747 unter Verzicht auf die Lehnspachten die Waldrechte der Lehnsleute abzulösen und den Wald in eigene Nutzung zu nehmen.
Während der Franzosenzeit gelangten 1794 die ehemals kurkölnischen Büsche, der Mühlenbusch und der Chorbusch, unter französische Herrschaft. Das Gebiet um Worringen kam zum 3. Kanton (gehörig zum Arrondissement de Cologne), der ab 1798 zum Kanton Dormagen gehörte. Auf der Tranchotkarte vom August 1807 sind mehrere Torfstiche (französisch tourbieres) in der Gegend verzeichnet, typisch für das Sumpfgebiet. Im Jahr 1815 fielen nach dem Wiener Kongress diese linksrheinischen Waldgebiete an das Königreich Preußen und damit in den Besitz der Stadt Köln.

### „Neue Stadt“
Bereits unter Oberbürgermeister Konrad Adenauer gab es 1922 eine Landreserve im Norden, dessen Stadtplaner Fritz Schumacher die Idee einer „Neuen Stadt“ verwirklichen sollte. Zunächst kam es jedoch am 1. April 1922 zur Eingemeindung der Bürgermeisterei Worringen (mit den Dörfern Feldkassel, Fühlingen, Kasselberg, Langel, Merkenich, Rheinkassel, Roggendorf, Thenhoven und Weiler) in die Stadt Köln. Zur Bürgermeisterei Worringen gehörte der größte Teil des heutigen Stadtbezirks Chorweiler. Die Idee der „Neuen Stadt“ griff 1957 Rudolf Schwarz wieder auf, um der Wohnungsnot der Nachkriegszeit zu begegnen und Wohnraum in der Nähe der Industriegebiete im Norden der Stadt zu schaffen. Als „Neue Stadt Köln Chorweiler“ sollte ein neuer Stadtteil als Erweiterung der Stadt Köln entstehen.
Am 21. April 1964 beschloss der Rat der Stadt Köln, die neue Großwohnsiedlung im Kölner Norden „Köln-Chorweiler“ zu benennen. Der Name des neuen Stadtbezirks ist ein Kompositum aus Wortbestandteilen des Feuchtgebiets Chorbusch und dem Dorf Weiler. Bauplanungen unter dem städtebaulichen Leitbild „Urbanität durch Dichte“ sahen bis zu 100.000 Einwohner vor, zunächst realisierte man Wohnraum für 40.000 Einwohner auf einer Fläche von 80 Hektar. Der meist im Plattenbau mit bis zu 24 Geschossen ab 1966 errichtete Stadtteil avancierte zur größten Plattenbausiedlung in Nordrhein-Westfalen. Bedeutendster Träger war das auf Großwohnsiedlungen spezialisierte Wohnungsunternehmen Neue Heimat. Durch staatliche Wohnbauförderung entfielen etwa 80 % aller ursprünglich 6000 Wohnungen auf den sozialen Wohnungsbau. Ein erstes architektonisches Buch über die Bebauungspläne in Chorweiler erschien bereits im Jahr 1967. Als Architekten fungierten unter anderem Gottfried Böhm und Oswald Mathias Ungers. Am 16. Dezember 1971 erfolgte die Grundsteinlegung für das Hauptzentrum Chorweilers.

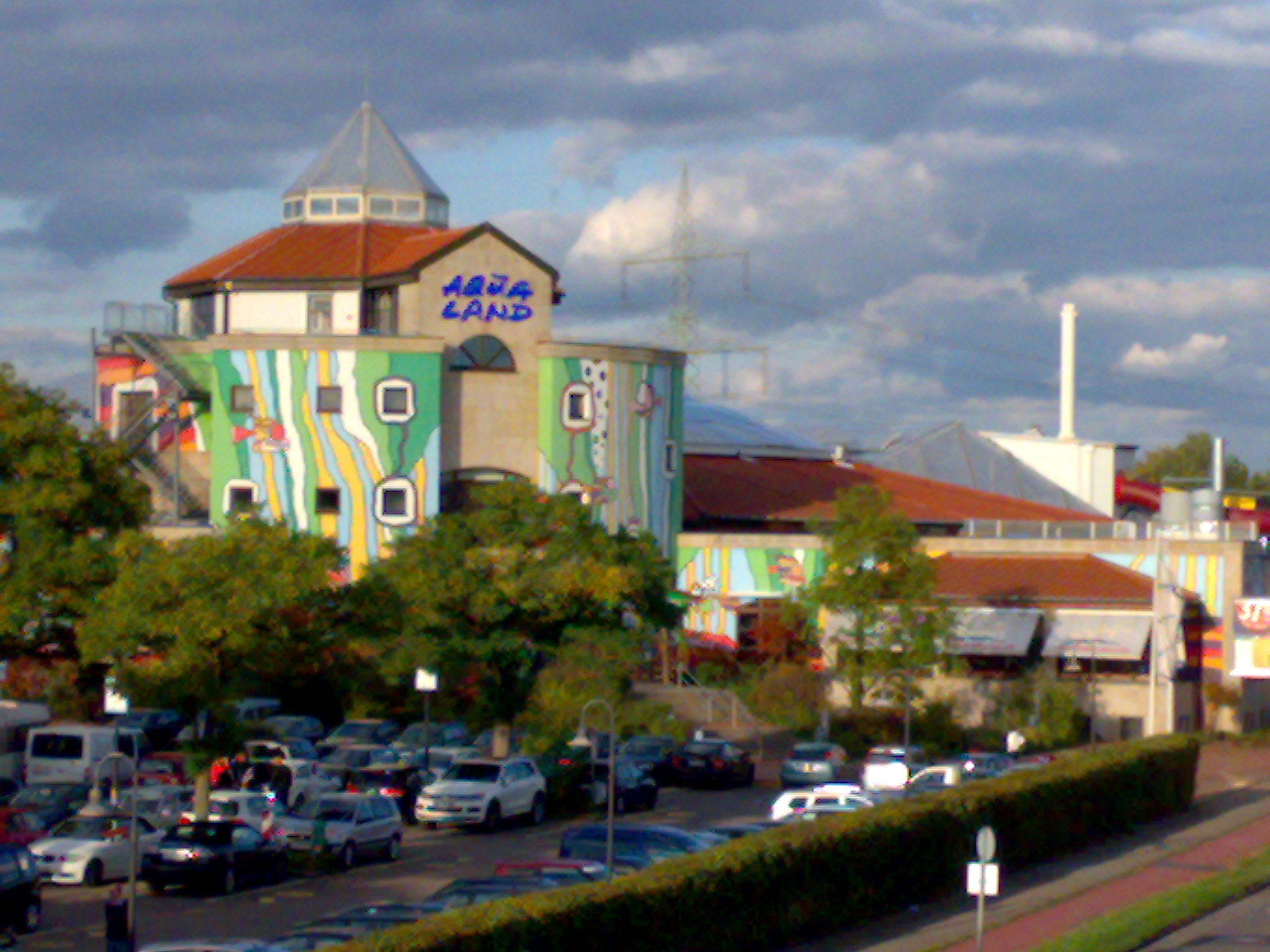
Chorweiler – Aqualand (Oktober 2012)

Im weiteren Verlauf des Jahres 1972 zogen die ersten Mieter ein, obwohl die Siedlung noch nicht vollständig fertiggestellt war. Im Juni 1972 begann der Tunnelbau im Bereich des Hauptzentrums der Neuen Stadt. Gottfried Böhm schuf 1973 eine Doppelzeile aus unterschiedlich hohen Mehrfamilienhäusern (Fläche von 1,8 Hektar mit 193 Wohnungen für 435 Einwohner). Im November 1973 gab die Stadtbahn Köln die Verlängerung der Strecke von Longerich bis zum neu geschaffenen Bahnhof Köln-Chorweiler frei.
Um die einzelnen Teile dieser Trabantenstadt besser voneinander unterscheiden zu können, wurden die Straßen nach bestimmten Kriterien benannt:
- Straßen in Heimersdorf nach Bäumen
- Straßen in Seeberg-Süd nach Blumen (z. B. Astern, Akelei)
- Straßen in Seeberg-Nord nach Personen aus der Geschichte Kölns (z. B. Karl Marx, Wilhelm Riphahn)
- Straßen in Chorweiler-Zentrum nach Städten im europäischen Ausland (z. B. Mailand, Oslo, Florenz)[15]
- Straßen in Chorweiler-Nord nach Flüssen (z. B. Havel, Saale, Moldau, Unstrut)
- Straßen in Blumenberg nach Bergen (z. B. Langenberg, Geiersberg, Vogelsberg)
- Da ein relativ großer Teil der Straßennamen geographische Begriffe bezeichnet, wurden die beiden vierspurigen Hauptzufahrtsstraßen nach den Geographen Gerhard Mercator und Matthäus Merian benannt.

Durch die Gebietsreform in Nordrhein-Westfalen im Januar 1975 kamen noch Esch/Auweiler und Pesch dazu, die vorher Teil der damaligen Gemeinde Sinnersdorf waren. Der Stadtbezirk ist durch den scharfen Kontrast zwischen den verbliebenen dörflichen Bestandteilen, wie beispielsweise Weiler, Roggendorf/Thenhoven, Fühlingen oder Esch, und den in der zweiten Hälfte des 20. Jahrhunderts neu entstandenen Trabantensiedlungen geprägt. Das Einkaufszentrum „City-Center Köln-Chorweiler“ mit einer Verkaufsfläche von 27.500 m² wurde im Jahr 1976 eröffnet. Das Freizeitbad „Aqualand Chorweiler“ mit 18.000 m² Fläche öffnete 1991 seine Pforten. Im November 2008 eröffnete die DITIB-Zentralmoschee Köln-Chorweiler. Am 31. Dezember 1990 hatte der Stadtbezirk Chorweiler 74.481 Einwohner. In den folgenden Jahren stieg der Zahl der Bewohner im nördlichsten Stadtbezirk Kölns auf 83.215 Einwohner (31. Dezember 2000). Seitdem sinkt die Einwohnerzahl. So lebten am 31. Dezember 2005 82.865 Menschen und am 31. Dezember 2011 noch 80.247 Personen im Stadtbezirk.
Auf die seit 1981 in das öffentliche Interesse rückende Verwahrlosung sowohl vieler Wohnungen als auch des Stadtbilds Chorweilers reagierte die Stadt 1985 mit einem „städtebaulichen Korrektur- und sozialen Konsolidierungs-Programm“, das in zwei Stufen (1987–1989 und 1989–2000) erfolgte. Auch finanzielle Fördermittel der Städtebauförderung aus dem bundes- und landesfinanzierten Programm „Soziale Stadt“ kamen zwischen 1996 und 2004 zum Einsatz. Begleitet wurden diese Programme durch intensive Sozialarbeit, soziale Stabilisierung und Qualifizierung.
Seit 1988 befindet sich der Hauptsitz des Bundesamtes für Verfassungsschutz im Kölner Stadtbezirk Chorweiler (Stadtteil Volkhoven/Weiler).
Bereits 1967 gab es erste Überlegungen, westlich von Blumenberg einen neuen Stadtteil Kreuzfeld zu errichten, die 1993 beginnend mit einem Ideenwettbewerb konkretisiert wurden. Die Pläne ruhten allerdings ab 2005. Seit 2019 gibt es einen neuen Planungsprozess, der bis 2023 zu einem Bebauungsplan führen soll.

## Soziodemografie
Der Stadtbezirk ist bei Kölnern wegen der vorherrschenden Prekariatsbedingungen sowie des überdurchschnittlich hohen Ausländeranteils negativ konnotiert. Die Wohnungsqualität ist unterdurchschnittlich wegen Schimmelbefalls, mangelnder Isolation, defekten Aufzugsanlagen und Renovierungsstau.
Die Sozialraumanalyse ergab für 2011 folgende Daten:
| Kriterium (2011)       | Köln-Chorweiler | Stadt Köln |
| ---------------------- | --------------- | ---------- |
| SGB II („Hartz IV“)    | 41,8 %          | 11,5 %     |
| Arbeitslosigkeit       | 21,3 %          | 9,1 %      |
| Jugendarbeitslosigkeit | 13,7 %          | 6,7 %      |
| SGB XII (Sozialhilfe)  | 41,5 %          | 6,1 %      |
| Migrationsanteil       | 75 %            | 16,3 %     |

Wesentliche volkswirtschaftliche Kennzahlen des Stadtbezirks sind wegen der starken Konzentration sozial benachteiligter Einwohnergruppen gravierend schlechter als in der Gesamtstadt. So liegt der Anteil der Sozialhilfeempfänger in Chorweiler sechsmal so hoch wie im städtischen Durchschnitt, hier leben fast viermal so viele Hartz-IV-Empfänger wie in Köln.

## Politik
| Sitzverteilung in der Bezirksvertretung Köln-Chorweiler 2020Insgesamt 19 Sitze - Linke: 1 - SPD: 5 - Grüne: 3 - CDU: 7 - FDP: 1 - AfD: 2 Bezirksvertretungswahl 2020in Prozent %403020100 33,8724,7218,008,314,904,755,44 CDUSPDGrüneAfDLinkeFDPSonst.Gewinne und Verlusteim Vergleich zu 2014 %p 8 6 4 2 0 −2 −4 −6−1,71−5,52+6,36+3,83−1,53+1,57−3,01CDUSPDGrüneAfDLinkeFDPSonst. |

Von Ende 2009 bis Juli 2014 war Cornelie Wittsack-Junge (Bündnis 90/Die Grünen) Bezirksbürgermeisterin des Stadtbezirks Chorweiler. Seit Juli 2014 hat Reinhard Zöllner (CDU) das Amt inne.

## Verkehr
Der Verkehrsanschluss ist überwiegend auf das Kölner Stadtzentrum hin ausgerichtet.

### Straßenverkehr
In Süd-Nord-Richtung durchqueren den Bezirk die Bundesstraße 9 und die parallel verlaufende A 57. Letztere hat im Bezirk zwei Anschlussstellen: Chorweiler – für die Stadtteile Chorweiler, Blumenberg, Heimersdorf, Esch, Pesch, Auweiler – und Worringen – für die Stadtteile Worringen und Roggendorf/Thenhoven.
Am südlichen Rand des Bezirks verläuft die A 1 als nördlicher Teil des Kölner Autobahnrings. Die Anschlussstelle Köln-Niehl erschließt die Stadtteile Fühlingen, Merkenich und zum Teil Seeberg und Chorweiler. Die Stadtteile Seeberg, Heimersdorf und Chorweiler sind an dieses überregionale Straßennetz mit vierspurigen Zubringerstraßen angeschlossen.
In Ost-West-Richtung existieren Landstraßen mit unterschiedlichem Ausbaustand. Zur Überquerung des Rheins dient die Leverkusener Rheinbrücke, die die A 1 über den Rhein führt, aber auch von Fußgängern und Radfahrern benutzt werden kann, und die Rheinfähre Langel-Hitdorf.

### Schienenverkehr

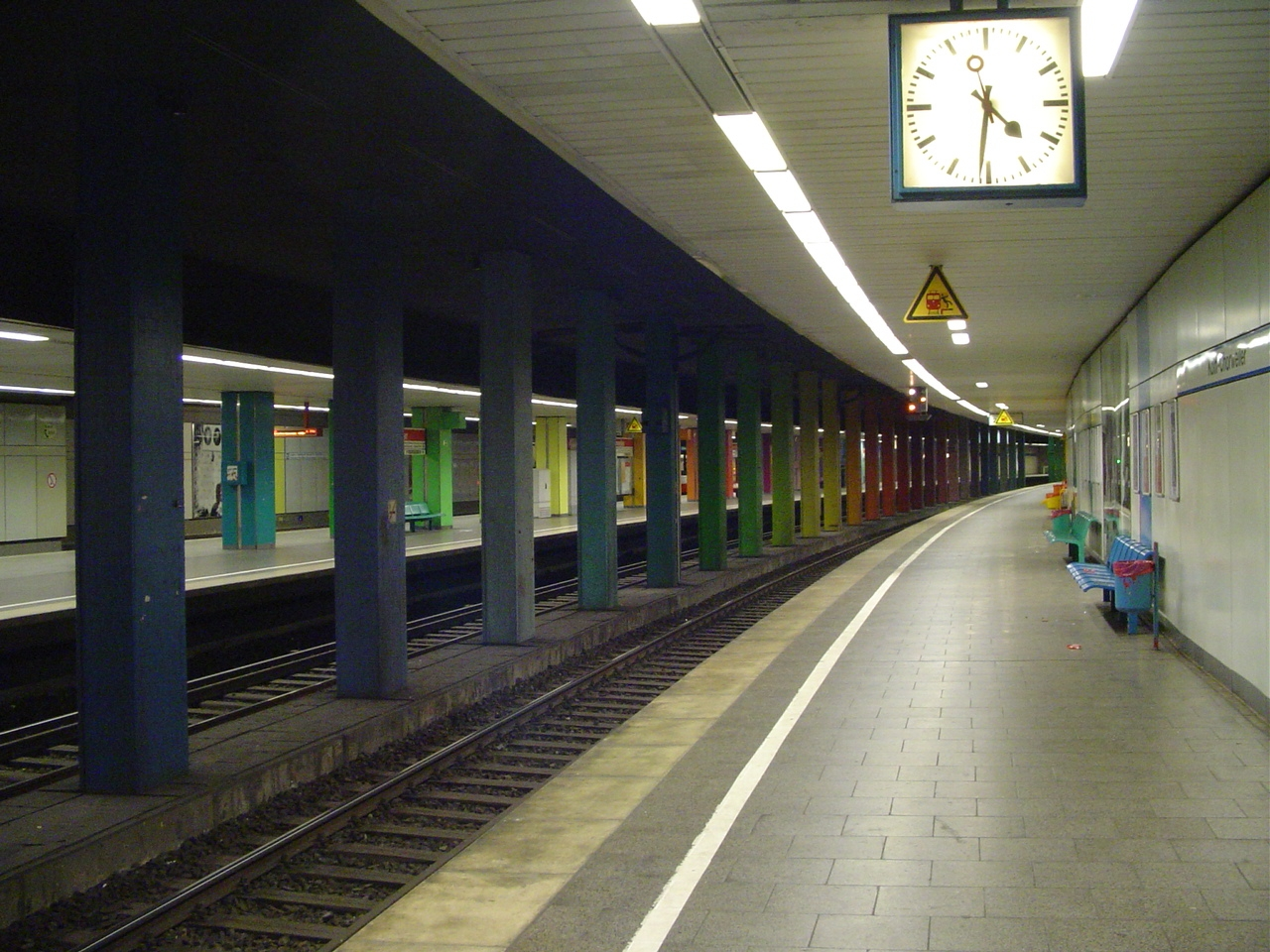
S-Bahn-Station Köln-Chorweiler

Das Kölner Stadtbahnnetz berührt im Bezirk die Stadtteile Merkenich, Heimersdorf und Chorweiler. Weiter Richtung Stadtzentrum verkehrt die Linie 15 zum Teil als normale Straßenbahn, bevor sie in Nippes in den Stadtbahntunnel eingeführt wird.
Der Bau einer weiteren Stadtbahnstrecke nach Pesch und Esch wird seit langem diskutiert, jedoch wird er wegen der schlechten Finanzlage von Stadt und Land auf absehbare Zeit nicht erfolgen.
Den Bezirk durchquert die Eisenbahnstrecke von Köln nach Krefeld über Neuss. Diese weist jedoch im Bezirk keine Haltepunkte oder Bahnhöfe für Fernzüge mehr auf. Allerdings wurde zur Erschließung der Großwohnsiedlung Chorweiler von dieser abzweigend in den 1970er und 1980er Jahren eine S-Bahn-Strecke bogenförmig östlich der Fernbahnstrecke gebaut. Hier verkehrt die S-Bahn-Linie S11 (Bergisch Gladbach – Köln – Neuss – Düsseldorf), die mit fünf Haltepunkten die Stadtteile Heimersdorf, Volkhoven, Chorweiler, Blumenberg, Worringen und Roggendorf/Thenhoven, teilweise im Tunnel, erschließt.
Die weiteren Stadtteile sind im öffentlichen Personennahverkehr mit Linienbussen zu erreichen. Dafür befindet sich an der kombinierten S-Bahn-/Stadtbahnhaltestelle Chorweiler ein Busbahnhof.

## Freizeit- und Erholungseinrichtungen
Überregional bekannt ist der Fühlinger See, eine Seenplatte aus mehreren ehemaligen Kiesgruben. Hier befindet sich die Kölner Regattabahn; die großen Wasser- und Grünflächen laden zu Spaziergängen ein. Auch für Inlineskater sind die Uferwege ein beliebtes Laufgebiet. Hier findet jedes Jahr eines der größten Reggae-Festivals Europas, der Summerjam, statt.
Ähnlich, nur kleiner, ist die Seenplatte zwischen Pesch und Esch.
Nördlich der Rheinbrücke Leverkusen wird das Rheinufer recht idyllisch. Ausflugslokale in den zu Merkenich gehörenden Rheindörfern Kasselberg, Rheinkassel und Langel bieten Ziele für Spaziergänge oder Radtouren. Südlich von Worringen liegt der naturgeschützte Wald des Worringer Bruchs, ein alter Rheinarm, der immer noch recht sumpfig ist. Nordwestlich von Worringen befindet sich der namensgebende Chorbusch, ein ausgedehntes Waldgebiet, das bis weit auf Dormagener Gebiet reicht.
Ebenfalls weit über Köln hinaus bekannt ist das Freizeitbad Aqualand, zwischen Chorweiler und dem Fühlinger See an der B 9 gelegen. Im Norden von Roggendorf/Thenhoven liegt die Öffentliche Kölner Golfsportanlage, die die Ausübung des Sportes auch ohne eine Mitgliedschaft ermöglicht.

### Bauten
- Katholische Ortskirche St. Amandus in Köln-Rheinkassel, eine romanische Kirche
- St. Martinus in Köln-Esch, eine weitere romanische Kirche
- Schloss Arff nördlich von Köln-Roggendorf/Thenhoven
- Katholische Ortskirche St. Johann Baptist in Köln-Roggendorf/Thenhoven, aus dem 19. Jahrhundert mit einer Orgel der dänischen Firma Marcussen aus dem Jahr 1991, deren Orgelprospekt aus dem Jahr 1710 stammt